# 小叶木犀
小叶木犀（学名：Osmanthus marginatus），又名厚边木犀，为木犀科木犀属下的一种常绿灌木、小乔木，高5-10米，每年五月至六月开花，原产于中国南部。

## 扩展阅读
- 維基物種上的相關：小叶木犀